# Augochloropsis cholas
Augochloropsis cholas är en biart som först beskrevs av Joseph Vachal 1903.  Augochloropsis cholas ingår i släktet Augochloropsis och familjen vägbin. Inga underarter finns listade.